# Schlossgarten (Oldenburg)

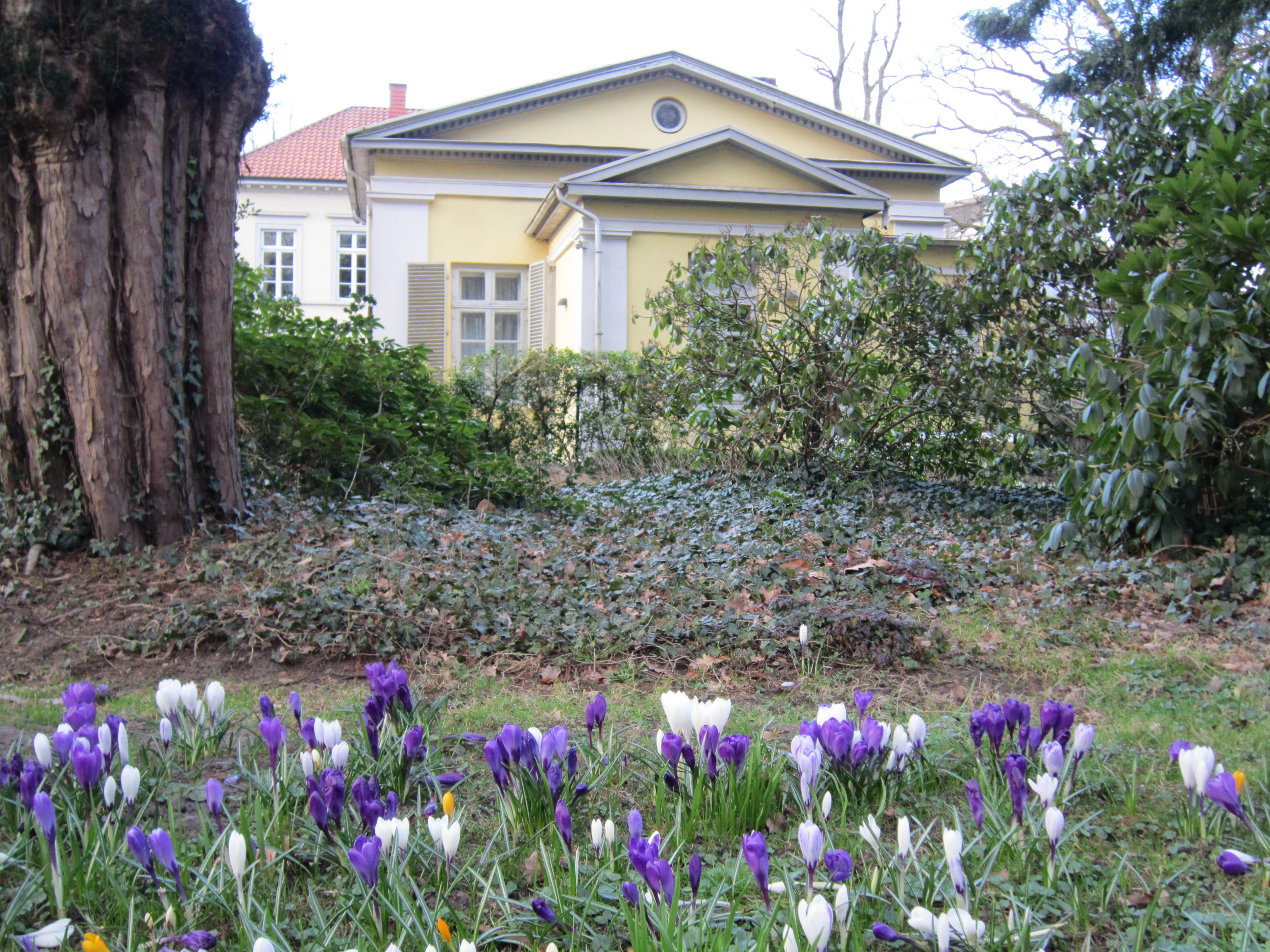
Torhaus an der Gartenstraße

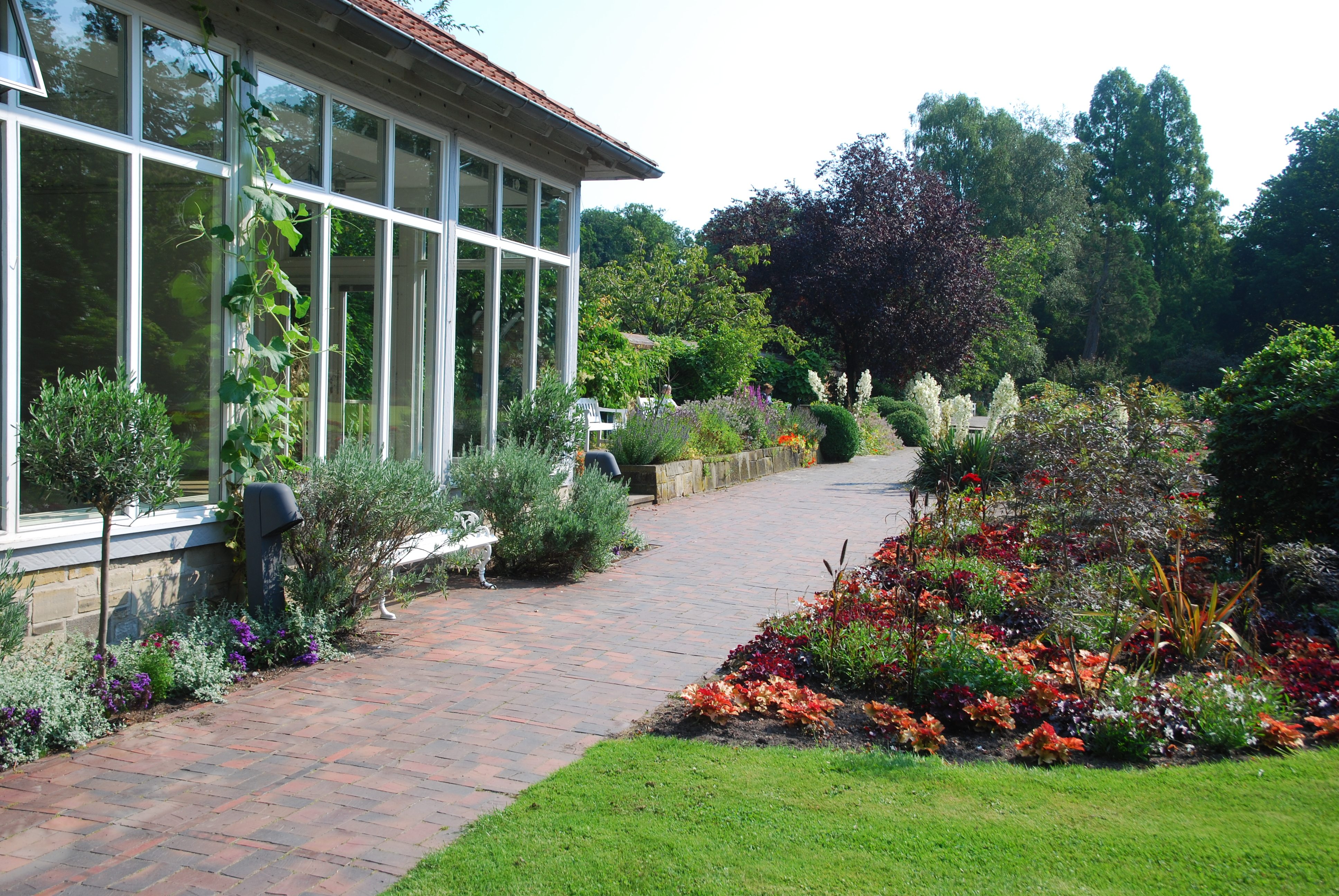
Glaspavillon

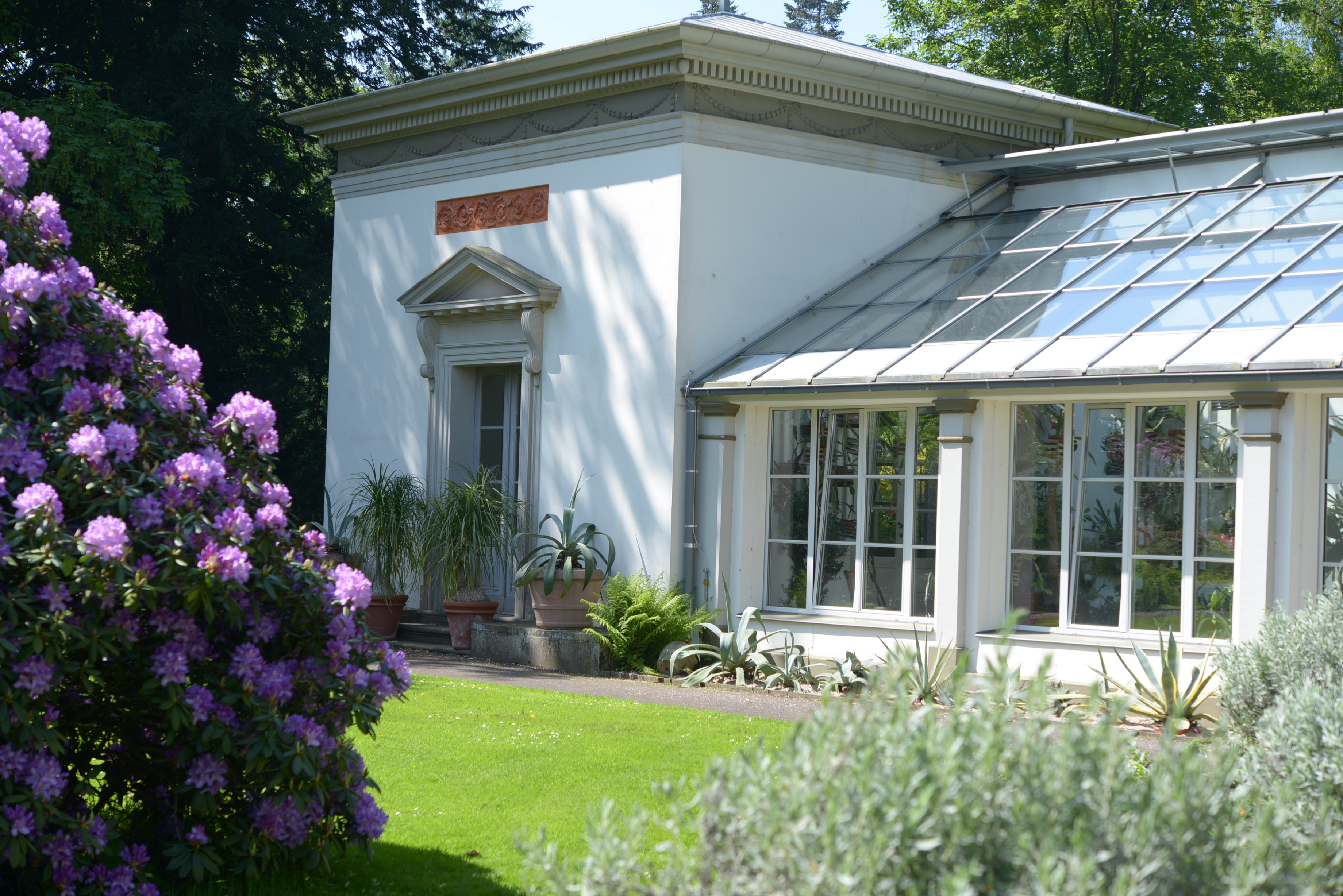
Kakteenhaus

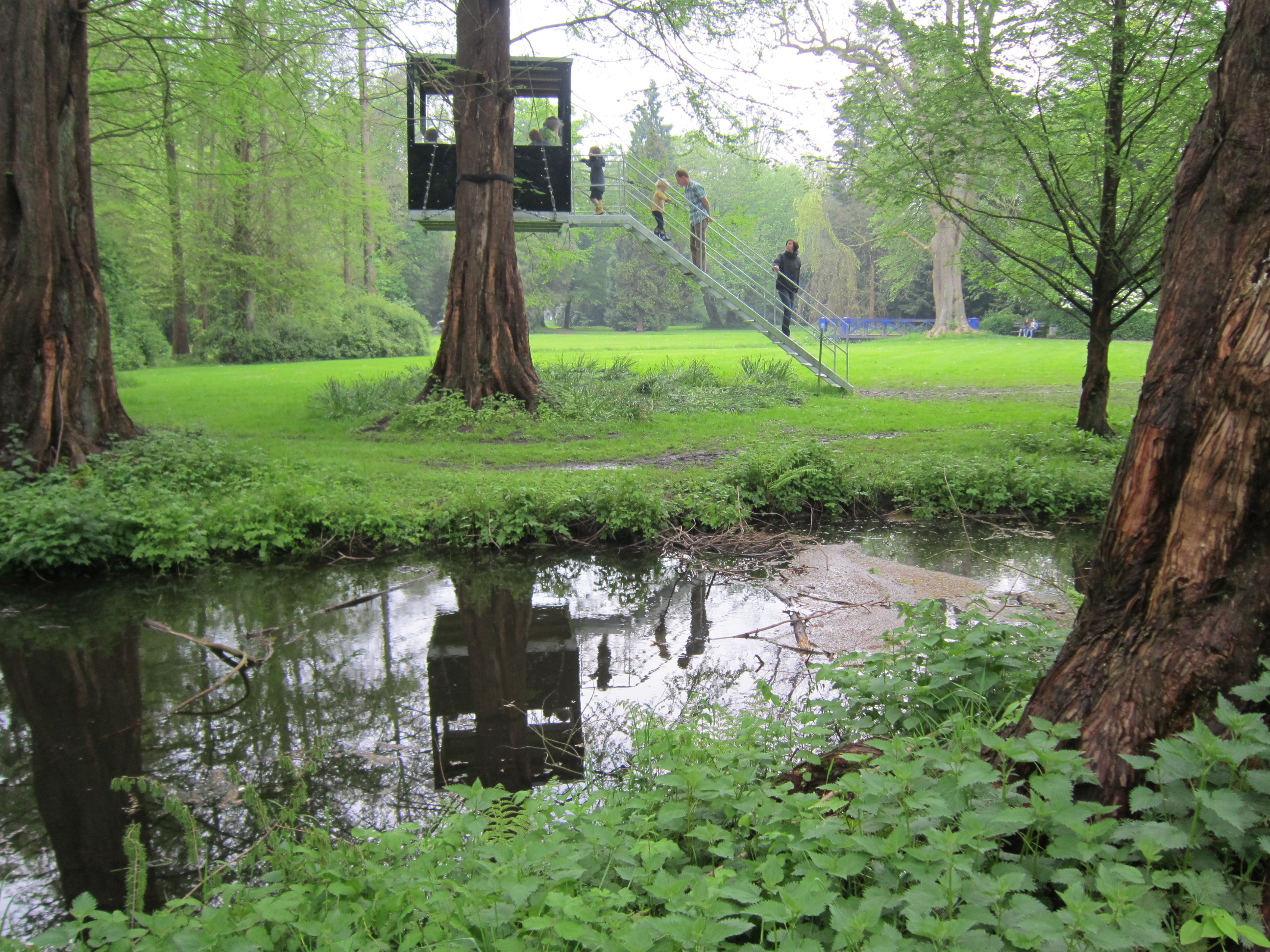
Aus Anlass des 200-jährigen Jubiläums aufgestelltes Baumhaus

Der Schlossgarten Oldenburg ist ein 16 Hektar großer öffentlicher Park in Oldenburg, gelegen im Schlossgartenviertel, zwischen dem Stadtteil Eversten und der Innenstadt. Mitten durch den Schlossgarten verläuft der 130 Kilometer lange Regionale Wanderweg „Jadeweg“ (mit einem weißen „J“ auf schwarzem Untergrund markiert), der in Wilhelmshaven beginnt und in Wildeshausen endet. Der Garten hat den Status eines Gartendenkmals.

## Gartenbereiche
Der Schlossgarten ist in neun Bereiche eingeteilt:
- den Wirtschaftshof
- den ehemaligen Küchengarten (heute Anzuchtsgarten)
- den ehemaligen Obstgarten (heute Sonnen-/Rosengarten)
- den Blumengarten
- den Unteren Garten
- den Oberen Garten
- An Hegelers Seite
- den Reservierten Garten bzw. Palaisgarten
- die Neue Partie[1]

## Geschichte
Der Oldenburger Schlossgarten ist eine historische Parkanlage im Stil des englischen Landschaftsgartens. Er wurde im Auftrag des Herzogs Peter Friedrich Ludwig von Oldenburg vom damaligen Hofgärtner Julius Friedrich Wilhelm Bosse angelegt.
Der Herzog erwarb 1803 und 1805 Wiesenland in unmittelbarer Nähe des Residenzschlosses, um einen Residenzgarten anlegen zu lassen, und begann 1809 mit den detaillierten Planungen. Der Herzog selbst fertigte Zeichnungen an. Die ersten Ansätze des Schlossgartens wurden jedoch während der napoleonischen Besatzung weitgehend zerstört. 1814 beauftragte der Herzog Julius Friedrich Wilhelm Bosse mit dem Wiederaufbau und der Neuanlage des Schlossgartens. Julius Bosse betreute den Garten 42 Jahre lang und prägte entscheidend sein Aussehen, das sich bis heute, abgesehen von der Verkleinerung und dem Verschwinden von Sichtachsen durch das Wachstum der Pflanzen und Eingriffen durch Verkehrsplaner, nur wenig verändert hat.
Im Geiste der Aufklärung verband Herzog Peter Friedrich Ludwig sein persönliches Bedürfnis nach Ruhe und Erholung in der Natur mit dem Bestreben, seinen Untertanen einen verfeinerten Naturgenuss zu ermöglichen und sein eigenes Verständnis von Ästhetik, Moral und Sitte nach außen zu tragen. Es wurde versucht, eine natürliche Landschaft nachzubilden und diese zugleich durch verschiedene malerische Perspektiven aufzuwerten. Von Anfang an waren große Teile des zunächst herzoglichen, später großherzoglichen Gartens für die Öffentlichkeit zugänglich. Einzige Bedingung für den Zutritt waren „angemessene Kleidung und gesittetes Benehmen“. So hielt sich bis in die 1950er Jahre der Brauch, den Schlossgarten in Sonntagskleidung zu betreten. Im selben Jahrzehnt wandelte der damalige Gartendirektor Max Heber den Schlossgarten nach den Bedürfnissen der Bevölkerung um. Dadurch war der Wandel vom Fürstengarten für das gehobene Bürgertum zum Volksgarten für alle Schichten endgültig vollzogen. In der Nachkriegszeit wurde der Schlossgarten, der kaum Schäden durch den Krieg erlitten hatte, zum Nutzgarten umfunktioniert; großflächig wurden ehemalige Blumenbeete für den Anbau von Obst und Gemüse benutzt. Einige Bäume fielen der Brennstoffknappheit zum Opfer und wurden abgeholzt.
Seit 1920 befindet sich der Schlossgarten im Landeseigentum, d. h. bis 1946 im Eigentum des Freistaats Oldenburg, seitdem im Eigentum des Landes Niedersachsen. Im Jahre 1952 gründete sich die Gemeinschaft der Freunde des Schlossgartens e. V., welche sich seitdem für die Erhaltung des Parks einsetzt. Er steht seit 1978 unter Denkmalschutz. Für die Pflege des Schlossgartens sind Bedienstete des Landes Niedersachsen zuständig. Gemäß einer 2007 getroffenen Vereinbarung übernimmt das Land zwei Drittel der Kosten und die Stadt Oldenburg ein Drittel.
Der Schlossgartenleiter residiert traditionell im Hofgärtnerhaus der Anlage.
Im Jahr 1914 wurde der 100. Geburtstag des Schlossgartens mit einer Ausstellung und der Anpflanzung von Eichen durch die Herzogliche Familie gefeiert, von April bis September 2014 fanden Veranstaltungen und Ausstellungen zum 200. Jubiläum statt. Aus diesem Anlass stellte die Ernst-von-Siemens Kunststiftung fest, dass der Schlossgarten „aus kulturgeschichtlichem, naturwissenschaftlichem und künstlerischem Blickwinkel“ eine bedeutende Anlage sei.

## Charakteristika
Kennzeichnend für den Schlossgarten sind eine naturähnlich angeordnete Bepflanzung, vor allem an Wasserzügen, eine geschwungene Wegführung und der fließende Übergang in die umgebende Landschaft. Der Herzog ließ bereits 1828 die heute für die Region typischen Rhododendren anpflanzen. Die Rhododendren im Schlossgarten Oldenburg gehören heute zu den ältesten Deutschlands. Auch viele große Bäume aus der Zeit um 1800 sind bis heute erhalten geblieben. Historische Gebäude wie Hofgärtnerhaus, Teepavillon oder Winterhaus runden die einladende Atmosphäre ab. Nach Einbruch der Dämmerung werden auf dem Gelände des Schlossgartens Fledermäuse aktiv.
Untypisch für einen englischen Landschaftsgarten ist das Fehlen von Tempeln, Ruinen-Architektur oder Chinoiserien. Möglicherweise ist diese Abweichung dadurch zu erklären, dass Bosse und seine Nachfolger der ästhetischen Konzeption des Landschaftsarchitekten Humphry Reptons folgten, welcher selbst bei seinen Arbeiten von solchen Staffagebauten absah.

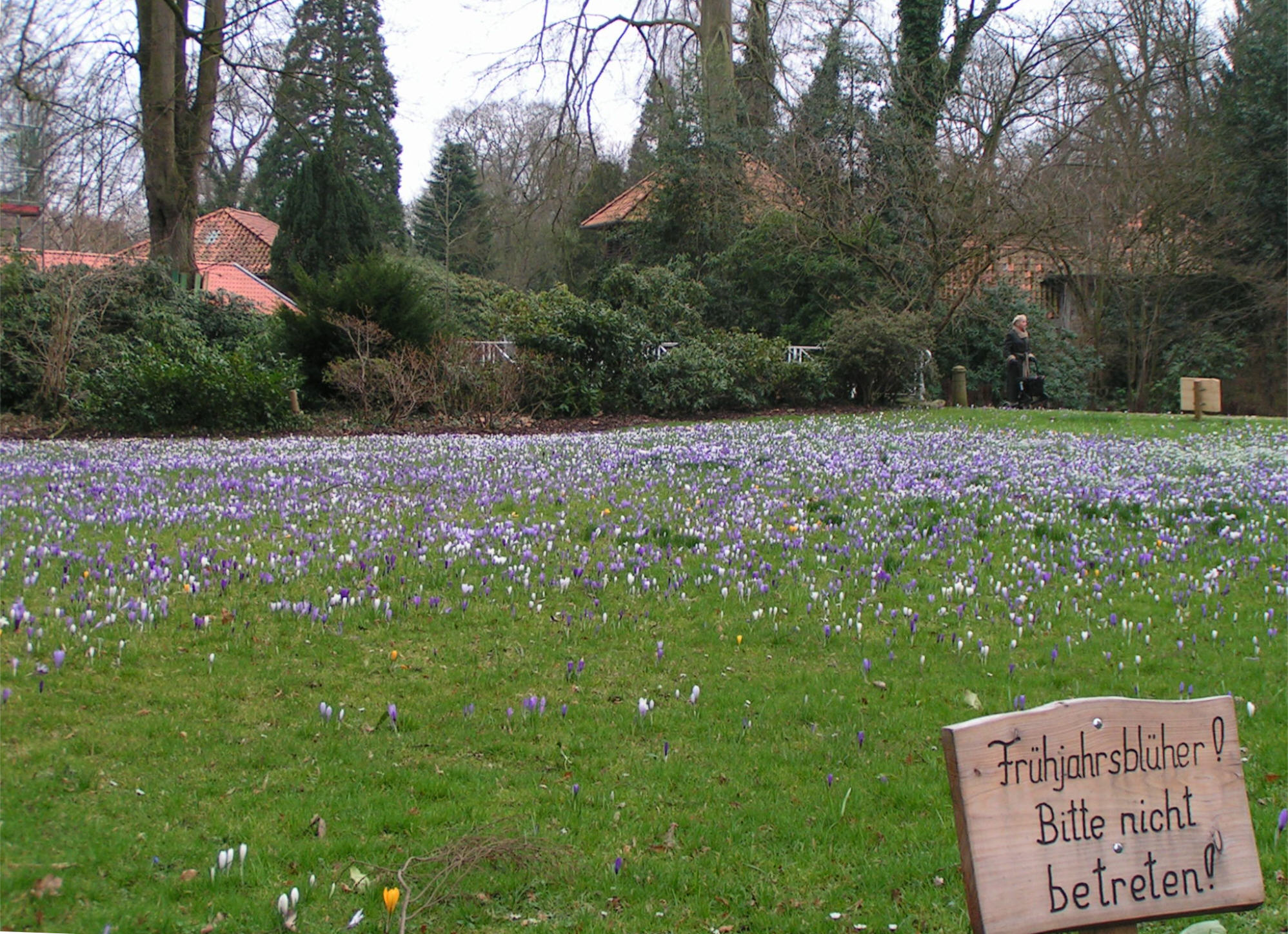
Schlossgarten im Februar
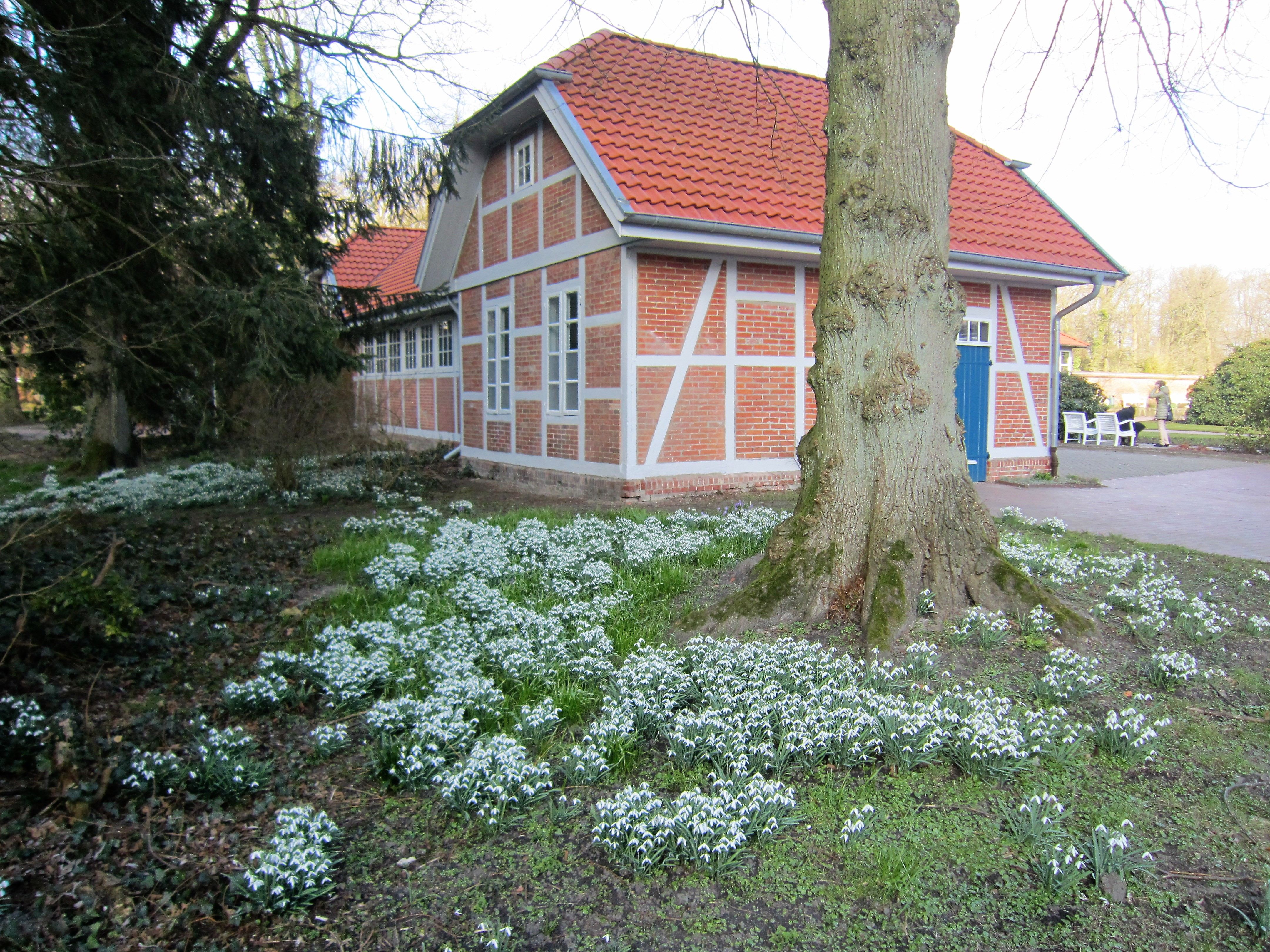
Schlossgarten im März
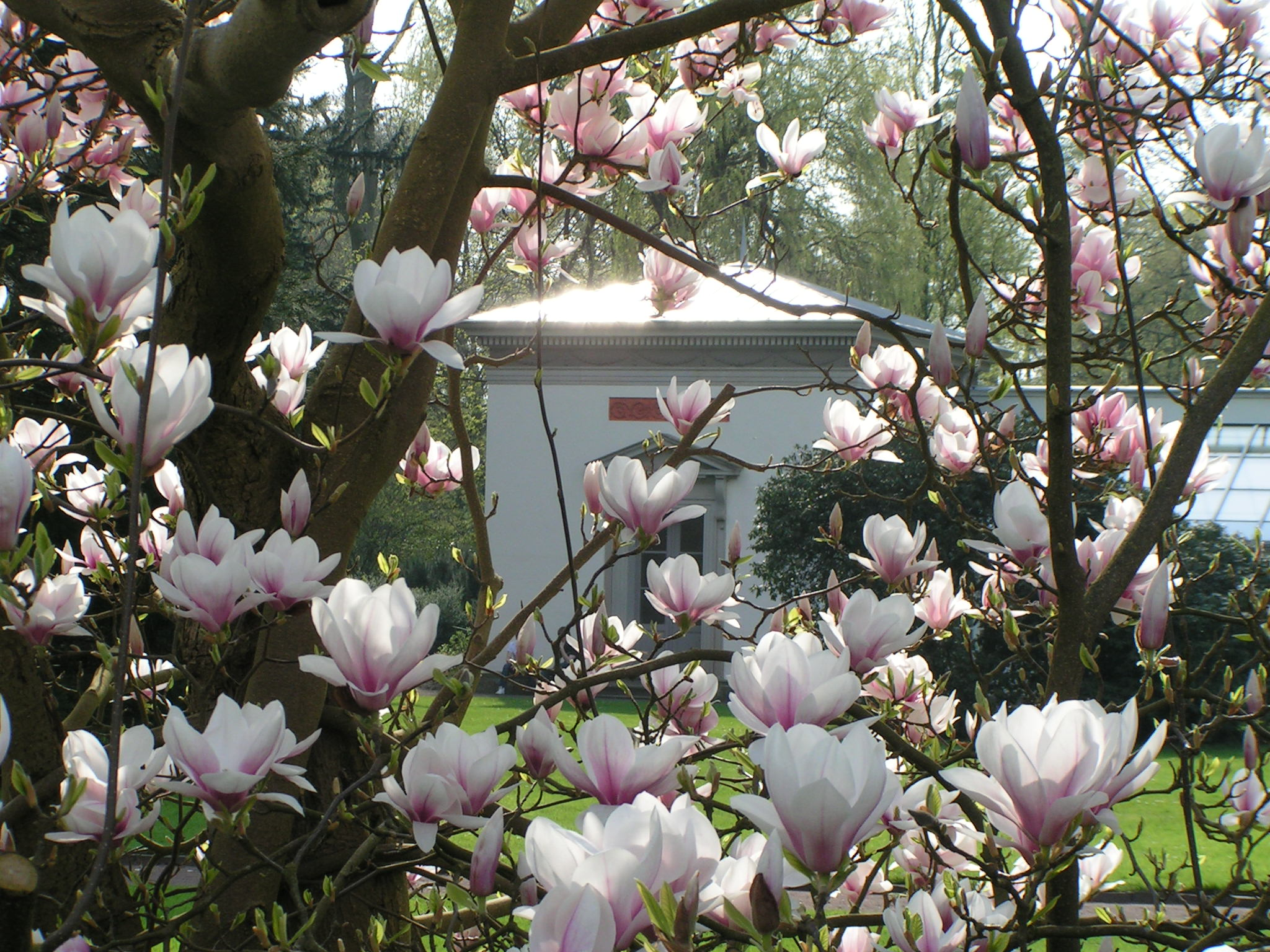
Schlossgarten im April (Anfang)
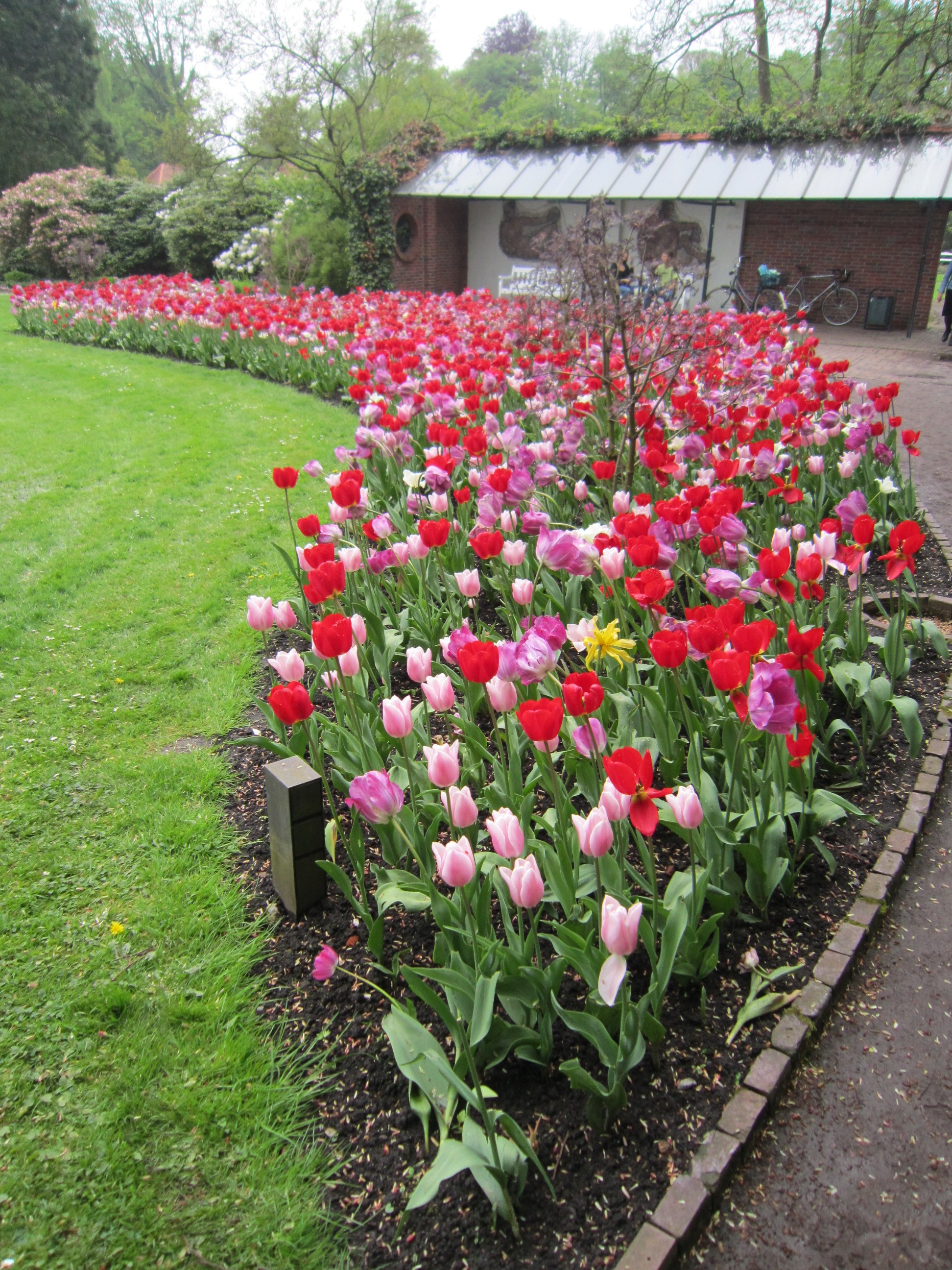
Schlossgarten im April (Ende)
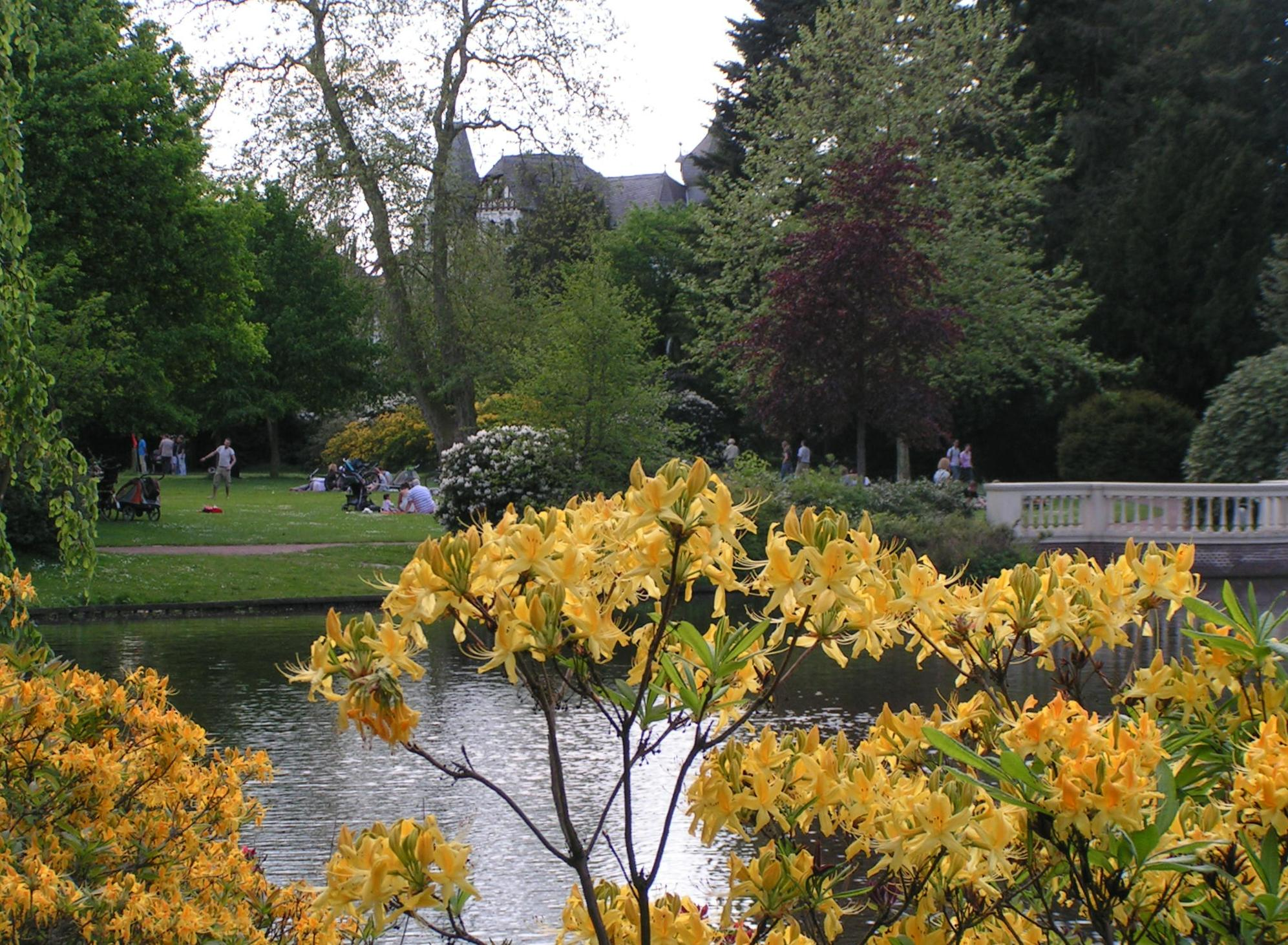
Schlossgarten im Mai
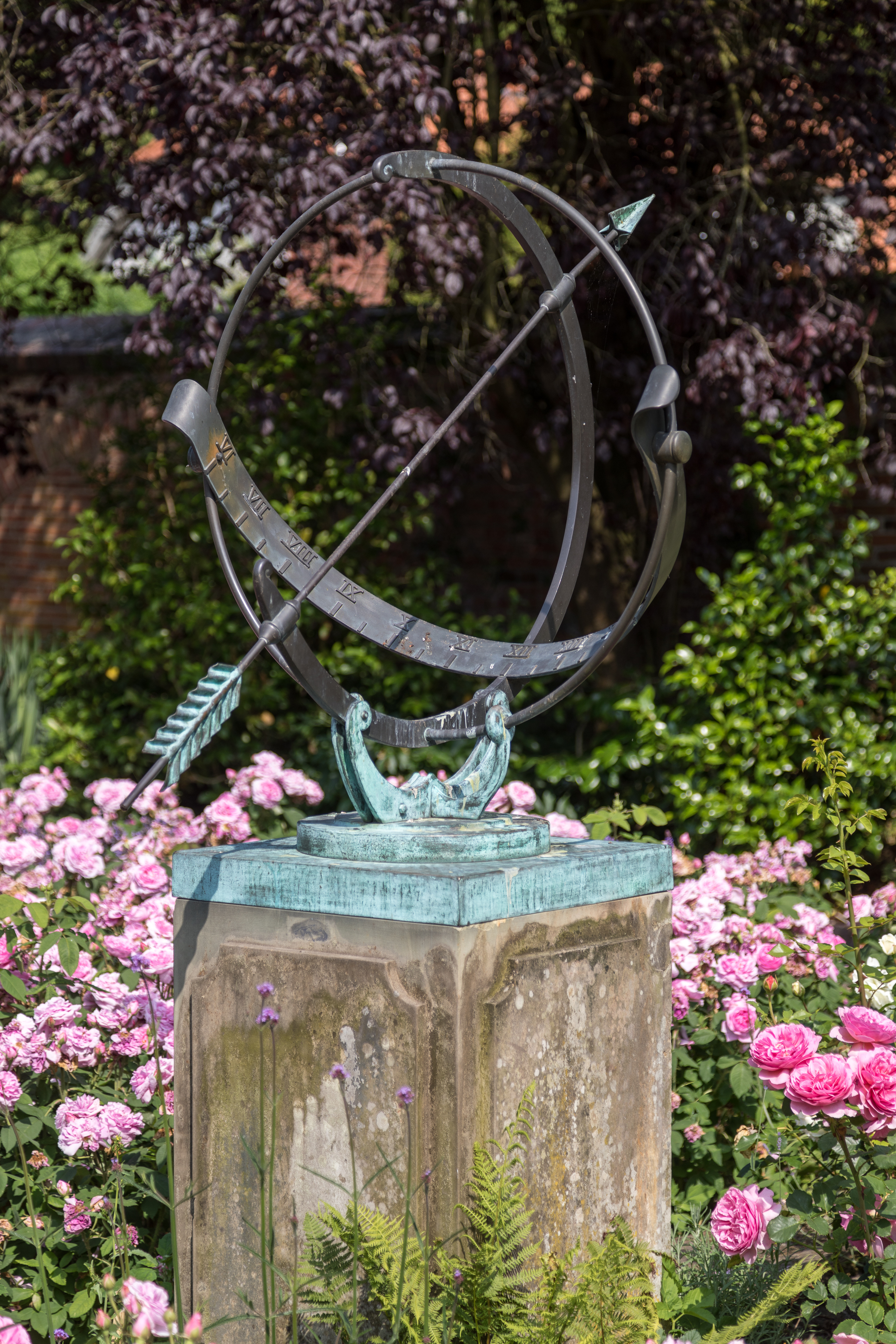
Schlossgarten im Juni
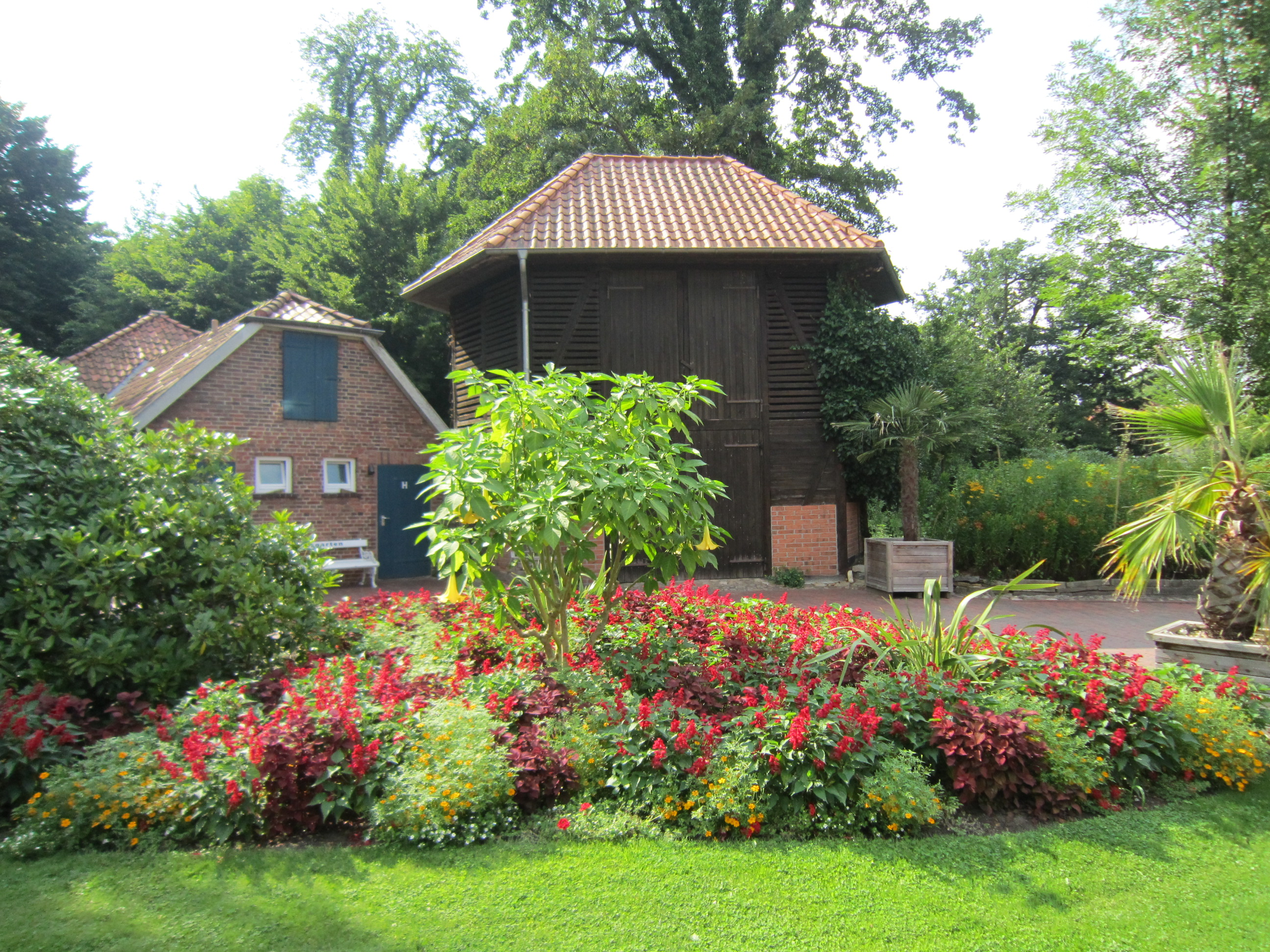
Schlossgarten im Juli
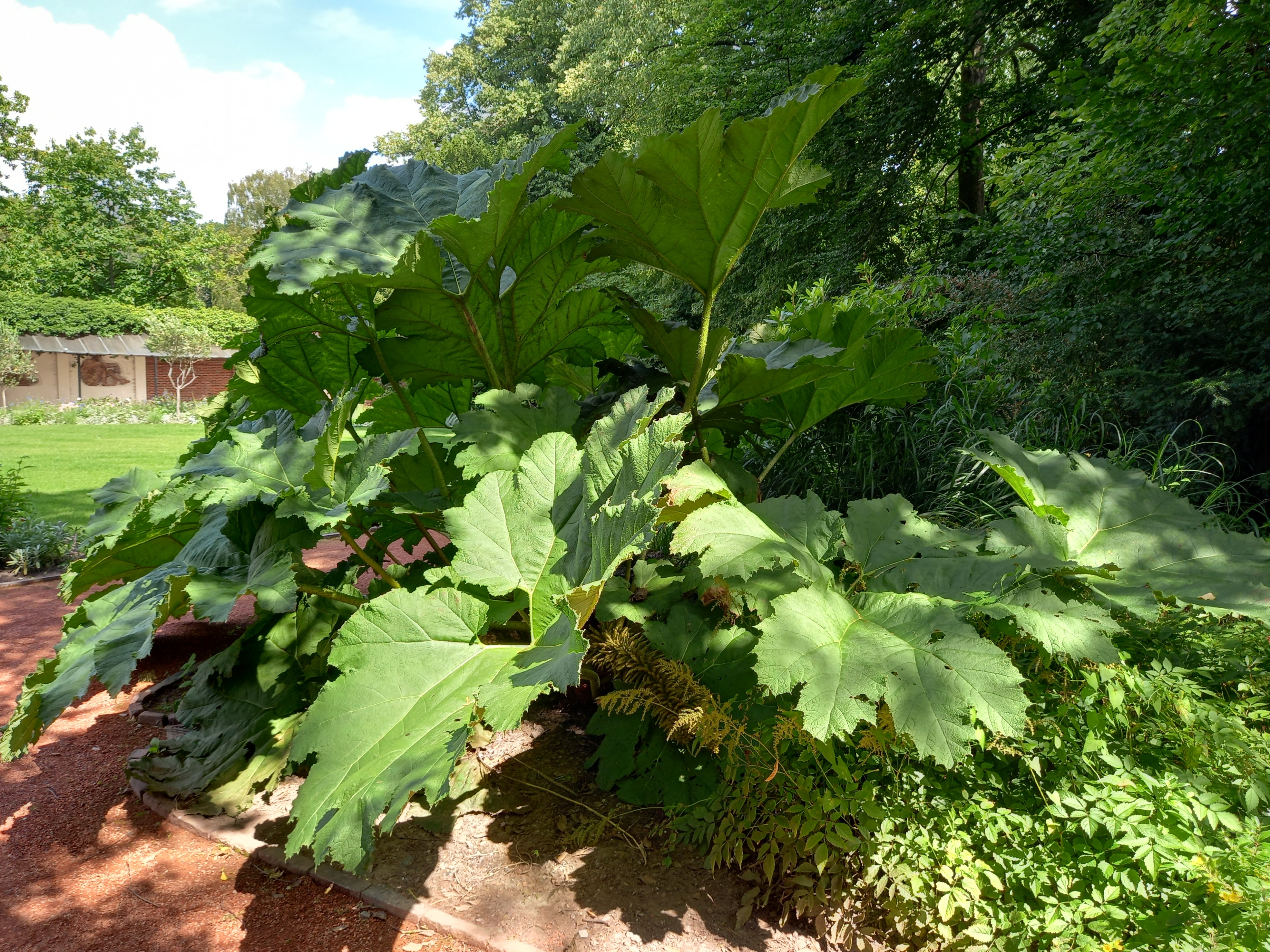
Schlossgarten im August
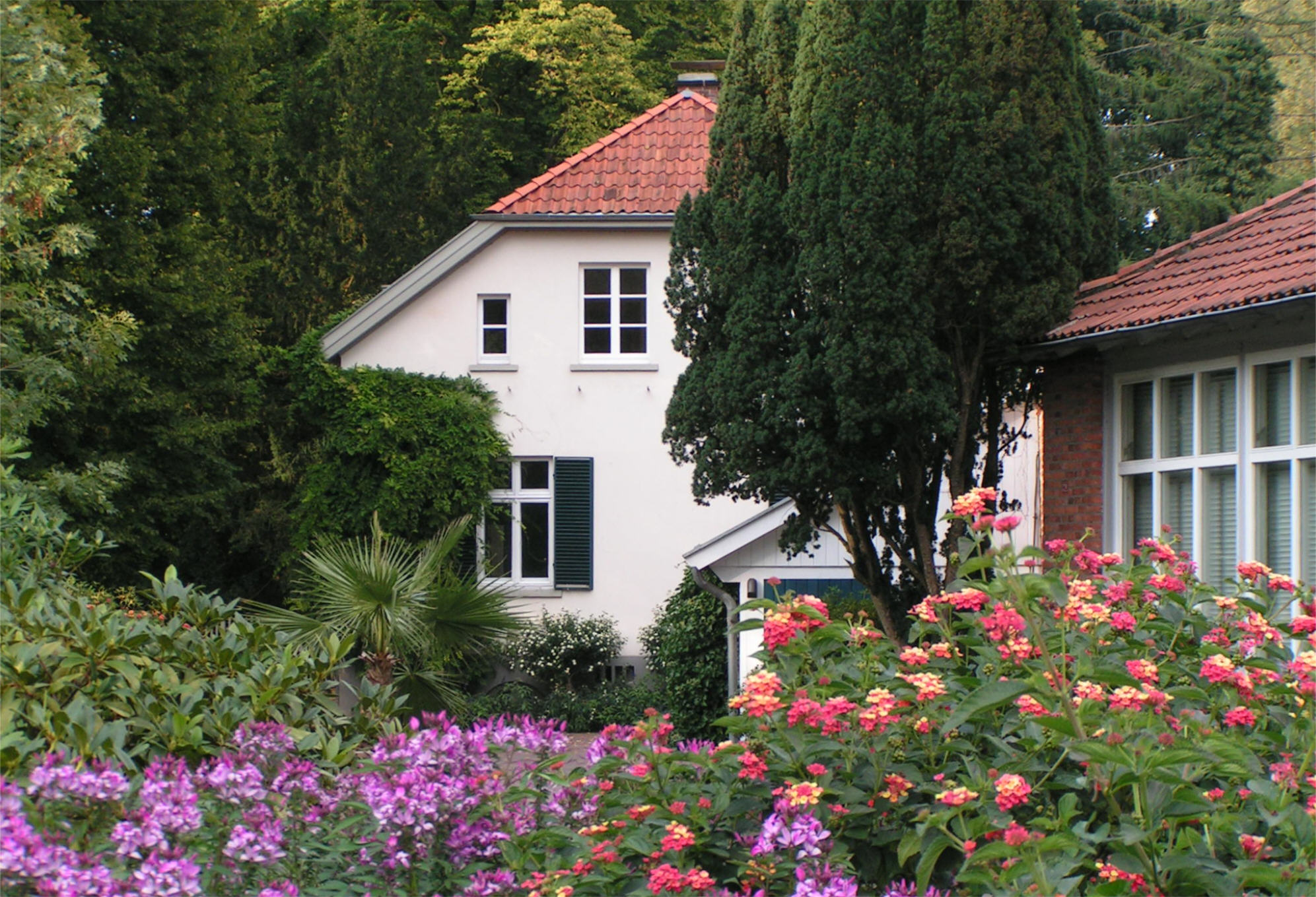
Schlossgarten im September
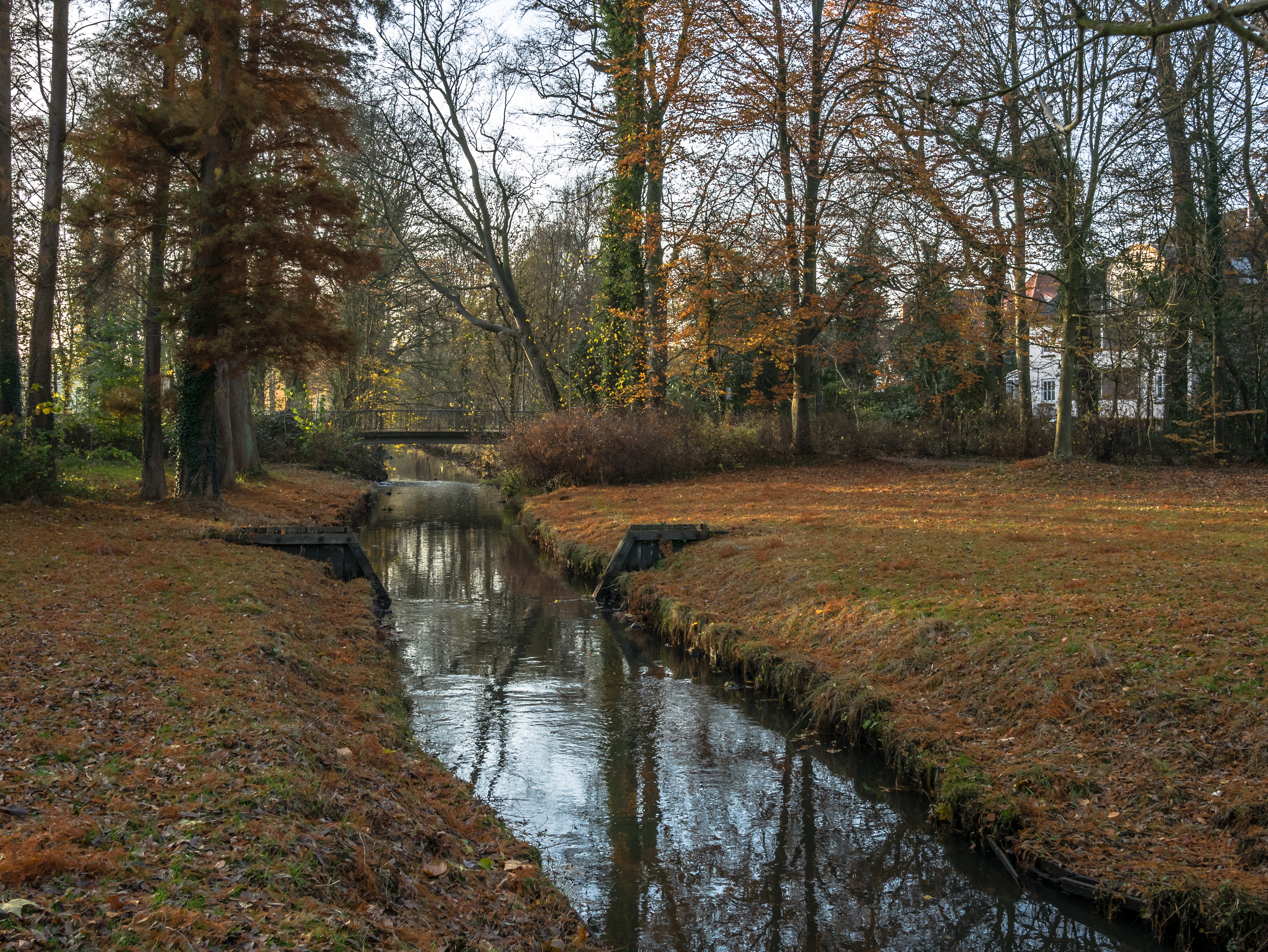
Schlossgarten im November

## Gartendenkmal
Denkmalschützer betrachten den Schlossgarten Oldenburg „als historisch bedeutende[n] Garten“. Ihre Aufgabe sehen sie darin, „dieses Fleckchen Paradies auch für die Zukunft zu erhalten. Hierbei wäre ein Konzept zu verfolgen, das einerseits den Nutzungsbedürfnissen der Bürger Rechnung trägt und andererseits die historische Substanz erhält bzw. - bei Akzeptanz als historisch schützenswert klassifizierter Änderungen und Eingriffe späterer Entwicklungsphasen - die ursprüngliche Konzeption wiederherzustellen versucht.“

## Erneuerungs- und Schutzbedarf

### Gefährdungen des Schlossgartens
Die Herausgeber der Website schlossgarten-oldenburg.de betrachten die Zeiten zwischen den beiden Weltkriegen und nach dem Zweiten Weltkrieg als eine Zeit der Gefährdung der mit der Anlage des Schlossgartens verbundenen Ideen des 19. Jahrhunderts. Insbesondere sei der Park in der Zeit zwischen den beiden Weltkriegen und im 2. Weltkrieg „nur mäßig gepflegt“ worden. Die Briten hätten als Besatzungsmacht die Einstellung der Befeuerung der Gewächshäuser angeordnet, so dass im Dezember 1946 dort wertvolle Pflanzenbestände erfroren seien, obwohl ausreichend Heizmaterial vorhanden gewesen sei. Auf Anordnung der Alliierten sei im gleichen Jahr ein Mammutbaum zur Brennholzbeschaffung gefällt worden. 
Verkehrspolitische Planungen hätten seit Anfang der 1950er Jahre (der Zeit der Gründung der „Gemeinschaft der Freunde des Schlossgartens e. V.“) zu einer Verkleinerung des Schlossgartens führen sollen. Von diesen Plänen wurde in den Jahren 1960 bis 1964 der Bau des Schlosswalls verwirklicht, durch den der Pulvertums vom Schlossgarten getrennt wurde. Auch wurde der Nordflügel des Elisabeth-Anna-Palais abgerissen.
Dem seinerzeitigen Gartendirektor Heber bescheinigen seine Nachfolger einen „nicht sehr gartenhistorisch geprägter Umgang mit dem Schlossgarten“. Der auf seine Initiative hin angelegte Spielplatz im Schlossgarten wurde inzwischen beseitigt.

### „Fitness-Kur“
Im März 2005 wies die Gemeinschaft der Freunde des Schlossgartens e. V. auf den ihrer Ansicht nach drohenden Verlust des Werts des Schlossgartens Oldenburg als Gartendenkmal hin. Die Gemeinschaft wendete sich gegen eine erweiterte Nutzung des Gartens, erinnerte an seine im Herbst 2004 in gartenfachlichen Untersuchungen festgestellte geringe Belastbarkeit und empfahl eine „Fitness-Kur“ für den Garten. Die aufstehenden Gebäude im Park seien in einem „stark renovierungsbedürftigen Zustand“; „dringendst renovierungsbedürftig“ sei das Wegenetz im Schlossgarten. Alle Bemühungen sollten – so die Schlossgartenfreunde – „darauf gerichtet sein, den Schlossgarten als das zu erhalten, was er ist, ein Ort der Erbauung und Erholung für alle und ein Garten mit besonderer Anziehungskraft, auch für auswärtige Besucher.“

### Klimaoase
Der Begriff „Klimaoase“ wurde 2020 von Wissenschaftlern der Humboldt-Universität zu Berlin zur Bezeichnung von Anlagen benutzt, die Sauerstoff und Durchlüftung garantieren sowie Hitzestress und massenhafte Versiegelung verhindern. Neben Wäldern und Parks führen die Wissenschaftler als Beispiele vor allem Kleingärten an.
Der Schlossgarten Oldenburg ist, neben dem benachbarten Eversten Holz, eine von zwei Klimaoasen der Stadt Oldenburg. Klimaoasen Oldenburg ist ein Kooperationsprojekt des Landesmuseums Natur und Mensch, des Instituts für Biologie und Umweltwissenschaften der Carl von Ossietzky Universität Oldenburg und der Stadt Oldenburg. Gefördert wird das Projekt im Rahmen des Bundesprogramms „Anpassung urbaner Räume an den Klimawandel“.
Das Projekt Klimaoasen Oldenburg verfolgt das Ziel, das Eversten Holz und den Schlossgarten – die beiden „grünen Lungen“ in der aufgeheizten Stadt Oldenburg – durch verschiedene Anpassungsmaßnahmen klima-fit zu machen. Durch Forschung, bauliche Klimaanpassungsmaßnahmen, Workshops und Umweltbildung sollen sie von innen heraus gestärkt und somit besser an den Klimawandel angepasst werden.
Beispiele für die genannten Maßnahmen sind die Renaturierung der Husbäke, ein Baumkataster sowie die Entwicklung eines Konzeptes für eine klimaresiliente Nachbepflanzung.
Im Rahmen des Bundesprogramms „Anpassung urbaner Räume an den Klimawandel“ wurde für den Zeitraum von 2022 bis 2024 ein Betrag in Höhe von 4,5 Millionen € für das Projekt „Klimaoasen Oldenburg“ bereitgestellt, zu dessen Finanzierung die Stadt Oldenburg zusätzlich 500.000 € beisteuerte. Die Projektdauer wurde bis Ende 2026 verlängert.

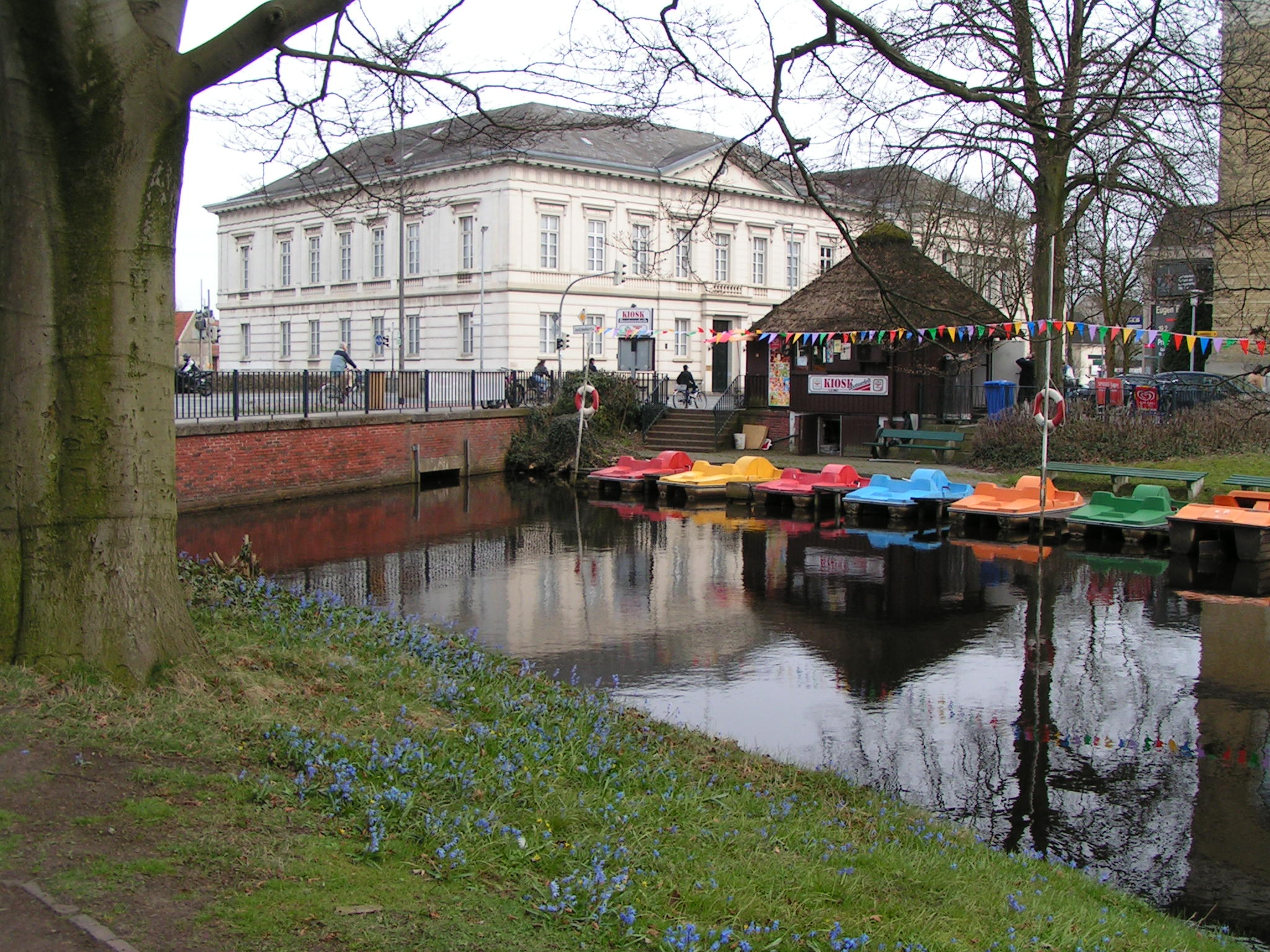
Alter Bootskiosk auf der dem Schlossgarten gegenüberliegenden Seite der Mühlenhunte, 2018 demontiert; hinten das Prinzenpalais

## Kiosk beim Bootsverleih
Der Kiosk beim Bootsverleih in der Nähe des Dammtoreingangs des Schlossgartens wurde im Oktober 2018 abgebaut. Er wurde ins Archiv des Museumsdorfs Cloppenburg verbracht. Er sollte auf dem Erweiterungsgelände des Museumsdorfs aufgestellt werden, wurde jedoch bei einem Brand des Archivgebäudes am 20. Juli 2021 vollständig vernichtet. Durch den Verlust des Unikats mit einem hohen Wiedererkennungseffekt wurden die Erweiterungspläne des Museumsdorfs in Frage gestellt.

## Tourismusvermarktung
Das Touristikunternehmen „Oldenburg Tourist“ preist den Schlossgarten als „begehbares Gemälde“ an. Er bildet das Herzstück der „Route der Gartenkultur“, eines Netzwerks von mehr als hundert Gartenanlagen in Nordwestdeutschland. Im Jahr 2014 gab es eine Reihe von Veranstaltungen aus Anlass des 200-jährigen Bestehens des Schlossgartens Oldenburg.

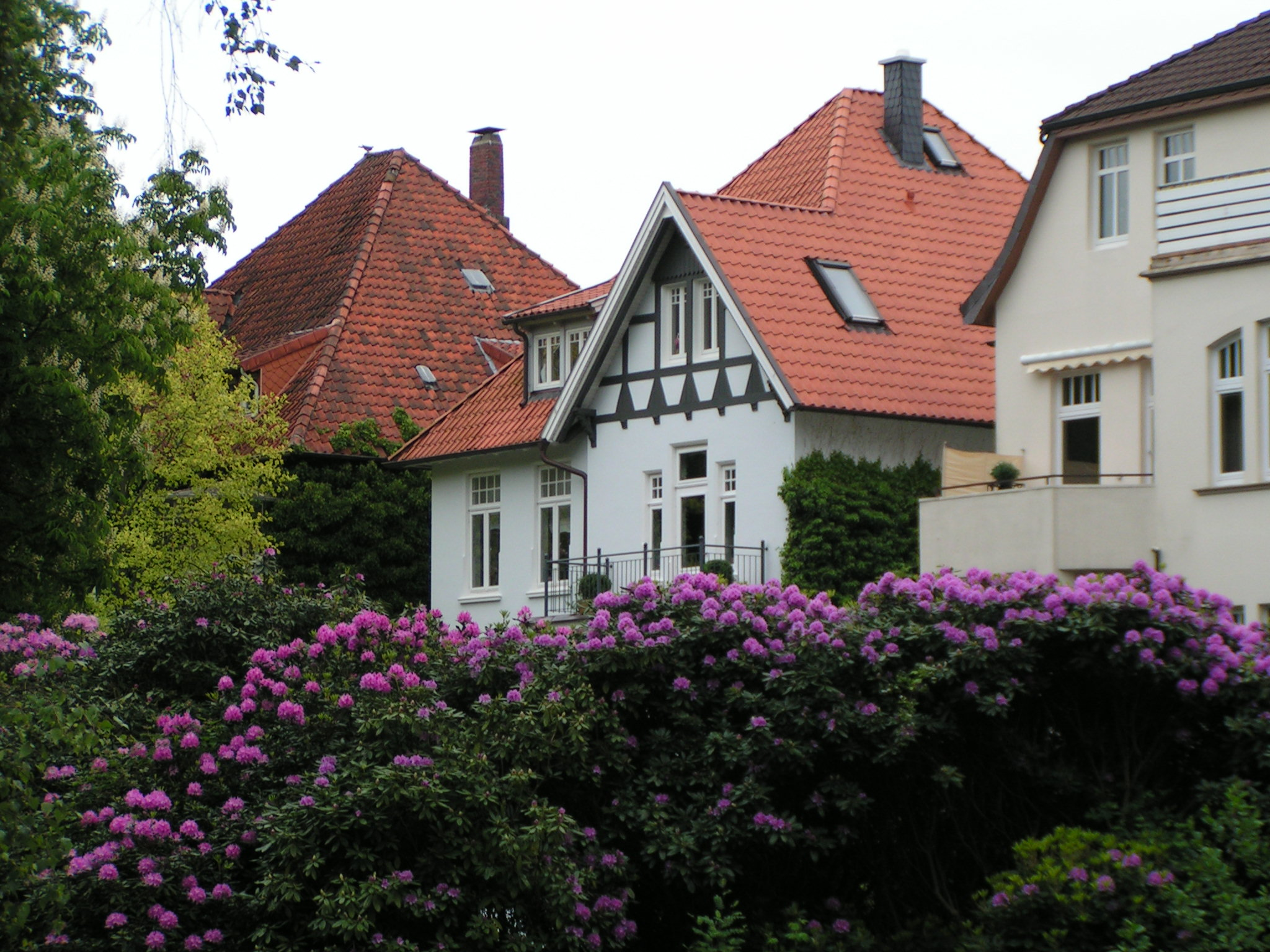
Rhododendronblüte an der Mühlenhunte
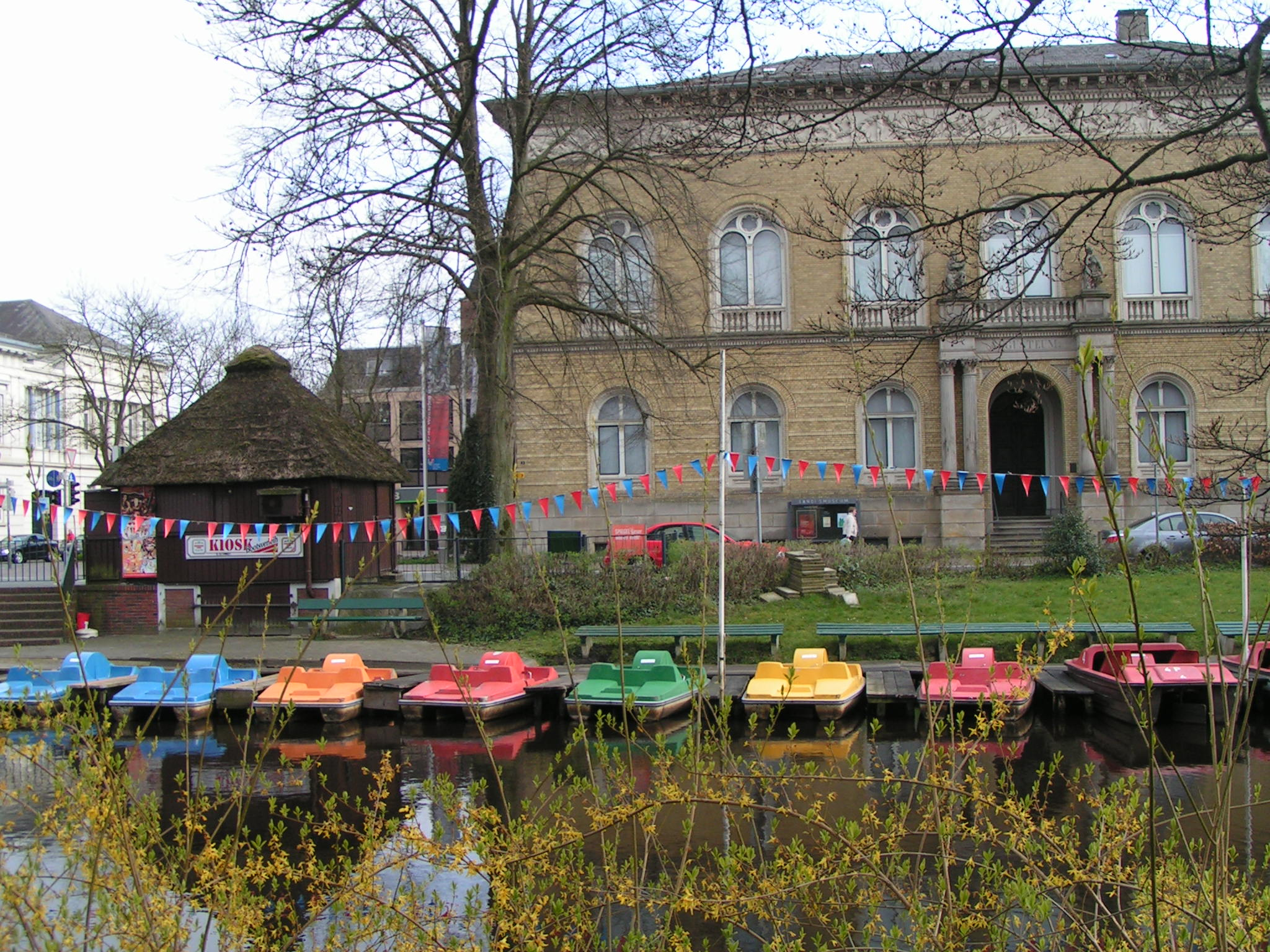
Mühlenhunte am Rand des Schlossgartens (2008); im Hintergrund das Augusteum
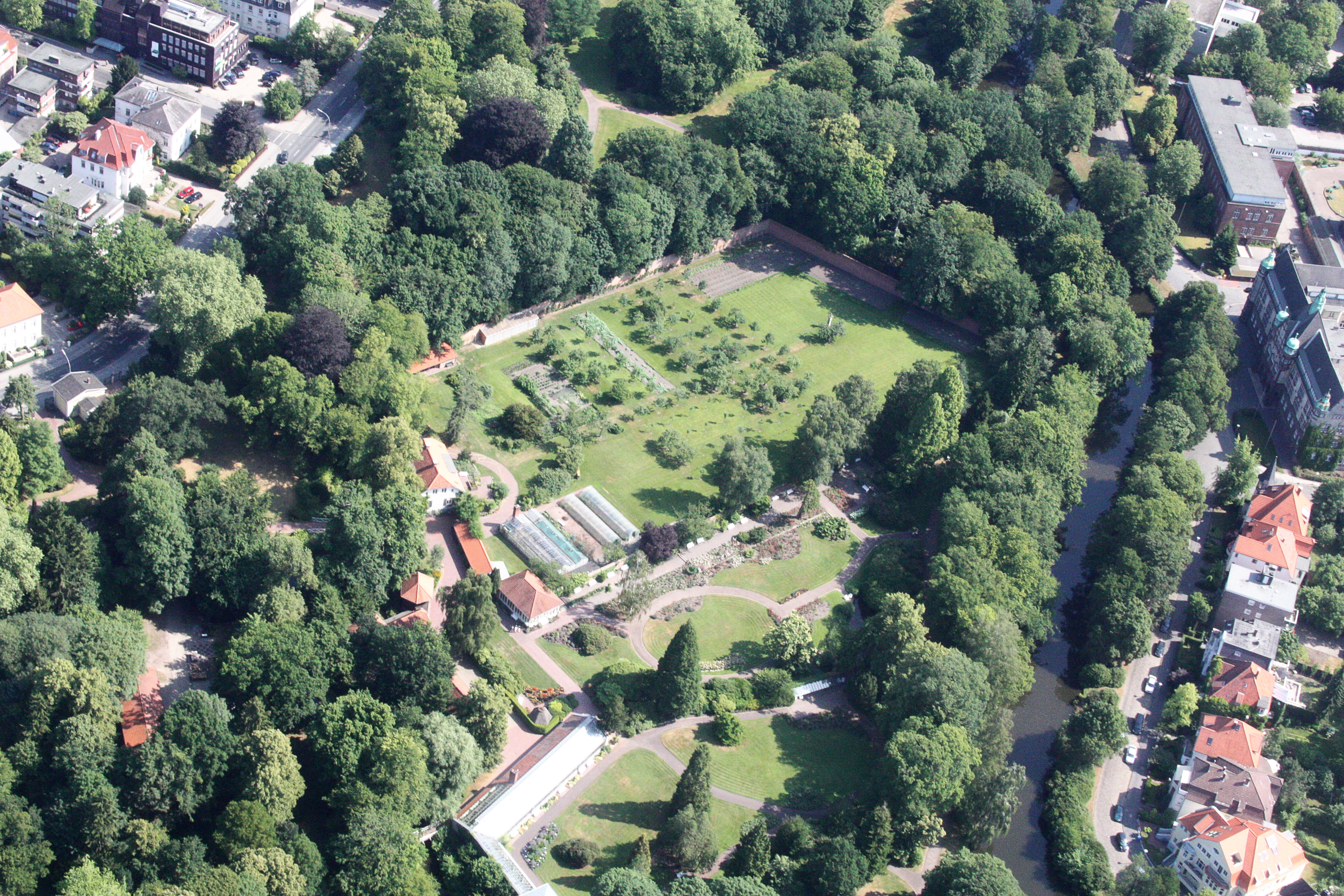
Luftbild – Rechts das Gerichtsviertel, links die Gartenstraße
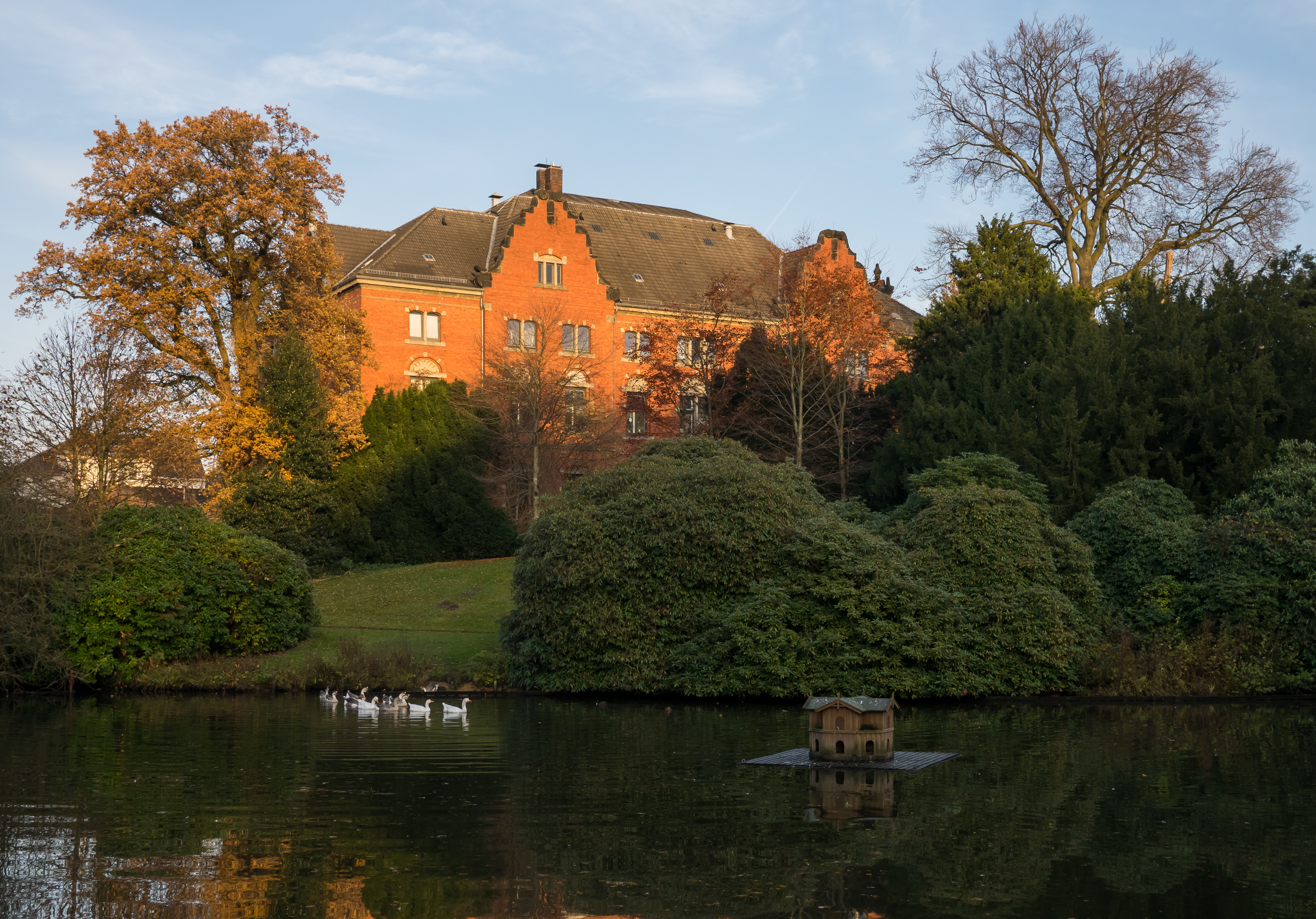
Ansicht des Elisabeth-Anna-Palais vom Schlossgarten